# Matthijs Verhanneman
Matthijs Verhanneman (ur. 8 grudnia 1988 w Menen) – belgijski siatkarz grający na pozycji przyjmującego; reprezentant Belgii.

## Kariera reprezentacyjna
| Mecze w oficjalnych rozgrywkach międzynarodowych | Mecze w oficjalnych rozgrywkach międzynarodowych | Mecze w oficjalnych rozgrywkach międzynarodowych | Mecze w oficjalnych rozgrywkach międzynarodowych | Mecze w oficjalnych rozgrywkach międzynarodowych      |
| Lp.                                              | Data                                             | Przeciwnik                                       | Pkt                                              | Impreza                                               |
| ------------------------------------------------ | ------------------------------------------------ | ------------------------------------------------ | ------------------------------------------------ | ----------------------------------------------------- |
| 1                                                | 26.05.2007                                       | Niemcy                                           | 4                                                | Liga Europejska 2007                                  |
| 2                                                | 02.06.2007                                       | Hiszpania                                        | 2                                                | Liga Europejska 2007                                  |
| 3                                                | 03.06.2007                                       | Hiszpania                                        | 6                                                | Liga Europejska 2007                                  |
| 4                                                | 09.06.2007                                       | Holandia                                         | 2                                                | Liga Europejska 2007                                  |
| 5                                                | 17.06.2007                                       | Holandia                                         | 0                                                | Liga Europejska 2007                                  |
| 6                                                | 24.06.2007                                       | Hiszpania                                        | 0                                                | Liga Europejska 2007                                  |
| 7                                                | 07.09.2007                                       | Polska                                           | 0                                                | Mistrzostwa Europy 2007                               |
| 8                                                | 09.09.2007                                       | Turcja                                           | 0                                                | Mistrzostwa Europy 2007                               |
| 9                                                | 11.09.2007                                       | Włochy                                           | 0                                                | Mistrzostwa Europy 2007                               |
| 10                                               | 12.09.2007                                       | Finlandia                                        | 0                                                | Mistrzostwa Europy 2007                               |
| 11                                               | 13.09.2007                                       | Bułgaria                                         | 0                                                | Mistrzostwa Europy 2007                               |
| 12                                               | 30.11.2007                                       | Polska                                           | 0                                                | europejskie kwalifikacje do Igrzysk Olimpijskich 2008 |
| 13                                               | 01.12.2007                                       | Finlandia                                        | 0                                                | europejskie kwalifikacje do Igrzysk Olimpijskich 2008 |
| 14                                               | 07.09.2008                                       | Polska                                           | ?                                                | eliminacje do Mistrzostw Europy 2009                  |
| 15                                               | 27.05.2009                                       | Ukraina                                          | 5                                                | eliminacje do Mistrzostw Świata 2010                  |
| 16                                               | 29.05.2009                                       | Czechy                                           | 8                                                | eliminacje do Mistrzostw Świata 2010                  |
| 17                                               | 30.05.2009                                       | Finlandia                                        | 3                                                | eliminacje do Mistrzostw Świata 2010                  |
| 18                                               | 05.06.2009                                       | Grecja                                           | 18                                               | Liga Europejska 2009                                  |
| 19                                               | 06.06.2009                                       | Grecja                                           | 1                                                | Liga Europejska 2009                                  |
| 20                                               | 12.06.2009                                       | Niemcy                                           | 10                                               | Liga Europejska 2009                                  |
| 21                                               | 14.06.2009                                       | Niemcy                                           | 9                                                | Liga Europejska 2009                                  |
| 22                                               | 20.06.2009                                       | Rumunia                                          | 17                                               | Liga Europejska 2009                                  |
| 23                                               | 21.06.2009                                       | Rumunia                                          | 16                                               | Liga Europejska 2009                                  |
| 24                                               | 26.06.2009                                       | Rumunia                                          | 2                                                | Liga Europejska 2009                                  |
| 25                                               | 28.06.2009                                       | Rumunia                                          | 1                                                | Liga Europejska 2009                                  |
| 26                                               | 04.07.2009                                       | Niemcy                                           | 2                                                | Liga Europejska 2009                                  |
| 27                                               | 05.07.2009                                       | Niemcy                                           | 6                                                | Liga Europejska 2009                                  |
| 28                                               | 12.07.2009                                       | Grecja                                           | 5                                                | Liga Europejska 2009                                  |
| 29                                               | 07.08.2009                                       | Finlandia                                        | 9                                                | eliminacje do Mistrzostw Świata 2010                  |
| 30                                               | 08.08.2009                                       | Rosja                                            | 5                                                | eliminacje do Mistrzostw Świata 2010                  |
| 31                                               | 09.08.2009                                       | Niemcy                                           | 3                                                | eliminacje do Mistrzostw Świata 2010                  |
| 32                                               | 21.05.2010                                       | Słowacja                                         | 20                                               | eliminacje do Mistrzostw Europy 2011                  |
| 33                                               | 22.05.2010                                       | Ukraina                                          | 15                                               | eliminacje do Mistrzostw Europy 2011                  |
| 34                                               | 23.05.2010                                       | Bośnia i Hercegowina                             | 15                                               | eliminacje do Mistrzostw Europy 2011                  |
| 35                                               | 28.05.2010                                       | Ukraina                                          | 11                                               | eliminacje do Mistrzostw Europy 2011                  |
| 36                                               | 29.05.2010                                       | Bośnia i Hercegowina                             | 2                                                | eliminacje do Mistrzostw Europy 2011                  |
| 37                                               | 30.05.2010                                       | Słowacja                                         | 9                                                | eliminacje do Mistrzostw Europy 2011                  |
| 38                                               | 04.09.2010                                       | Hiszpania                                        | 17                                               | eliminacje do Mistrzostw Europy 2011                  |
| 39                                               | 11.09.2010                                       | Hiszpania                                        | 9                                                | eliminacje do Mistrzostw Europy 2011                  |
| 40                                               | 28.05.2011                                       | Słowenia                                         | 5                                                | Liga Europejska 2011                                  |
| 41                                               | 29.05.2011                                       | Słowenia                                         | 9                                                | Liga Europejska 2011                                  |
| 42                                               | 04.06.2011                                       | Wielka Brytania                                  | 4                                                | Liga Europejska 2011                                  |
| 43                                               | 11.06.2011                                       | Chorwacja                                        | 2                                                | Liga Europejska 2011                                  |
| 44                                               | 12.06.2011                                       | Chorwacja                                        | 9                                                | Liga Europejska 2011                                  |
| 45                                               | 18.06.2011                                       | Chorwacja                                        | 16                                               | Liga Europejska 2011                                  |
| 46                                               | 19.06.2011                                       | Chorwacja                                        | 9                                                | Liga Europejska 2011                                  |
| 47                                               | 24.06.2011                                       | Wielka Brytania                                  | 21                                               | Liga Europejska 2011                                  |
| 48                                               | 25.06.2011                                       | Wielka Brytania                                  | 11                                               | Liga Europejska 2011                                  |
| 49                                               | 09.07.2011                                       | Słowenia                                         | 2                                                | Liga Europejska 2011                                  |
| 50                                               | 10.07.2011                                       | Słowenia                                         | 6                                                | Liga Europejska 2011                                  |
| 51                                               | 10.09.2011                                       | Włochy                                           | 8                                                | Mistrzostwa Europy 2011                               |
| 52                                               | 11.09.2011                                       | Francja                                          | 12                                               | Mistrzostwa Europy 2011                               |
| 53                                               | 12.09.2011                                       | Finlandia                                        | 8                                                | Mistrzostwa Europy 2011                               |
| 54                                               | 24.11.2011                                       | Łotwa                                            | 0                                                | europejskie kwalifikacje do Igrzysk Olimpijskich 2012 |
| 55                                               | 25.11.2011                                       | Czechy                                           | 3                                                | europejskie kwalifikacje do Igrzysk Olimpijskich 2012 |

## Sukcesy klubowe
Mistrzostwo Belgii:
- 2007, 2010, 2014, 2015, 2016, 2017, 2021, 2022[4], 2023[5], 2024[6], 2025[7]
- 2008, 2009, 2018, 2019
- 2011

Superpuchar Belgii:
- 2010, 2013, 2014, 2018, 2019, 2022, 2023[8]

Puchar Belgii:
- 2011, 2016, 2017, 2018, 2019, 2020, 2021, 2023[9], 2024[10], 2025[11]

Puchar CEV:
- 2023[12]

## Sukcesy reprezentacyjne
Liga Europejska:
- 2013